# Grenzdurchgangslager
À partir de 1945, les Grenzdurchgangslader (« Camps frontaliers de transit ») étaient situés à proximité directe de la frontière interallemande. Constitués de logements collectifs fabriqués en toute hâte, ils étaient destinés aux réfugiés et déplacées des territoires perdus de la Großdeutschland (Pologne populaire, Tchécoslovaquie, Autriche, Hongrie), de la zone d'occupation soviétique, ou plus tard de la RDA.
Les réfugiés et déplacés étaient temporairement hébergés, nourris et vêtis avant d'être répartis dans les zones d'occupation française, britannique et américaine et plus tard dans les Länder (« États Fédérés ») de la RFA. Les personnes venues de l'Est pouvaient prétendre au Begrüßungsgeld.
Le camp le plus important était celui de Friedland en Basse-Saxe qui a vu passer 3,6 millions de réfugiés. Les autres camps étaient situés à Hof-Moschendorf, à Wiesau, à Furth im Wald et à Piding en Bavière.
Jusqu'en 1955, ils étaient également utilisés pour le retour des prisonniers de guerre allemands de l'Union soviétique.

Photos issues des archives de la République Fédérale Allemande
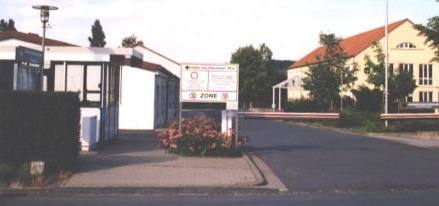
Entrée du Grezdurchgangslager de Friedland
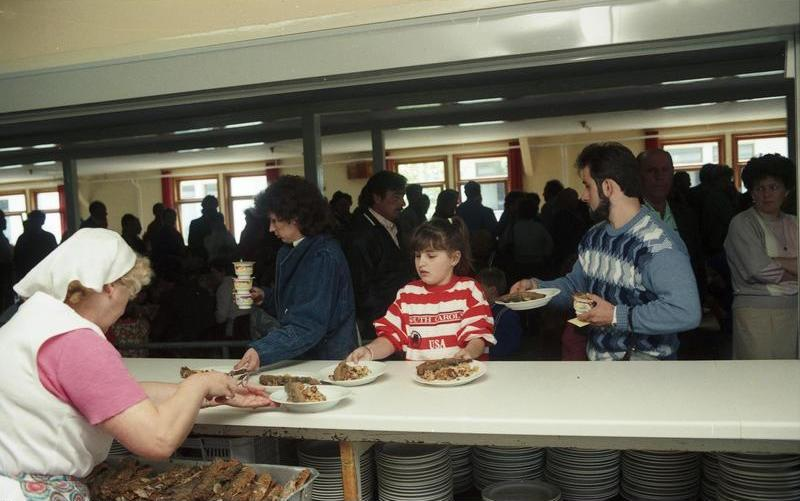
Cantine du camp de Friedland, juin 1988
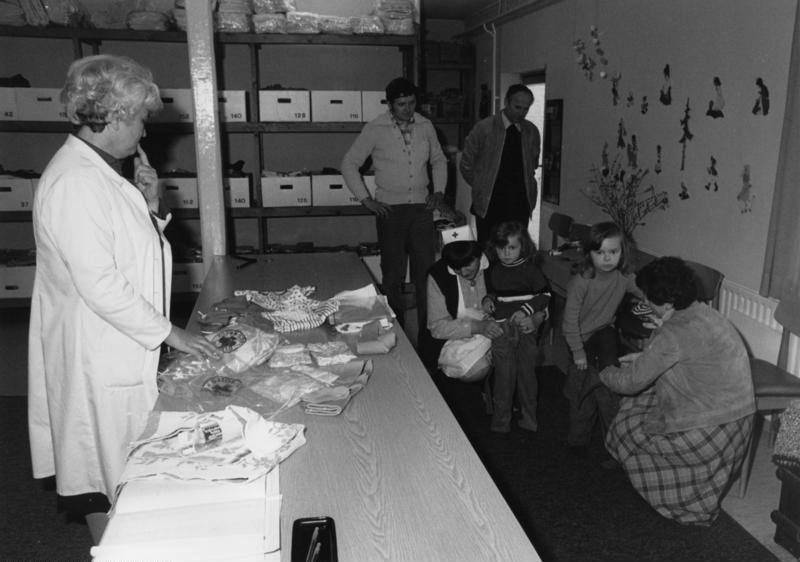
Distribution de vêtements à Friedland, mai 1982
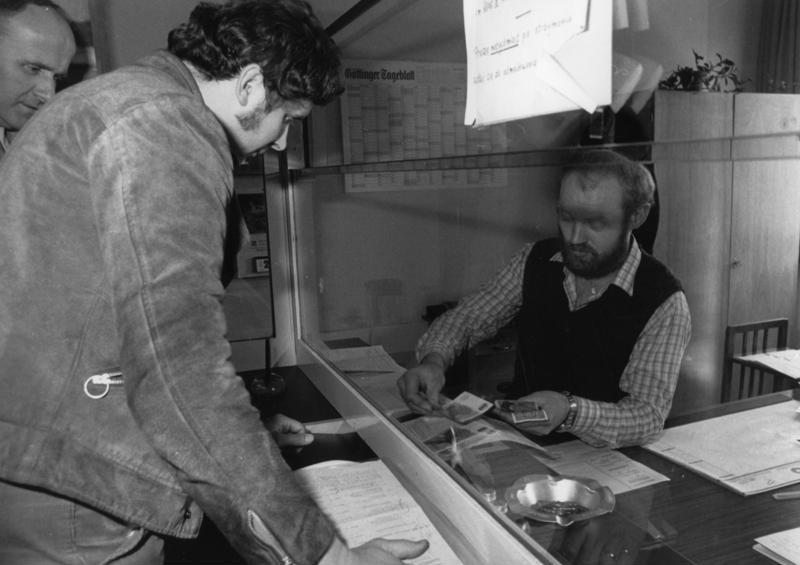
Begrüßungsgeld, Friedland mai 1982
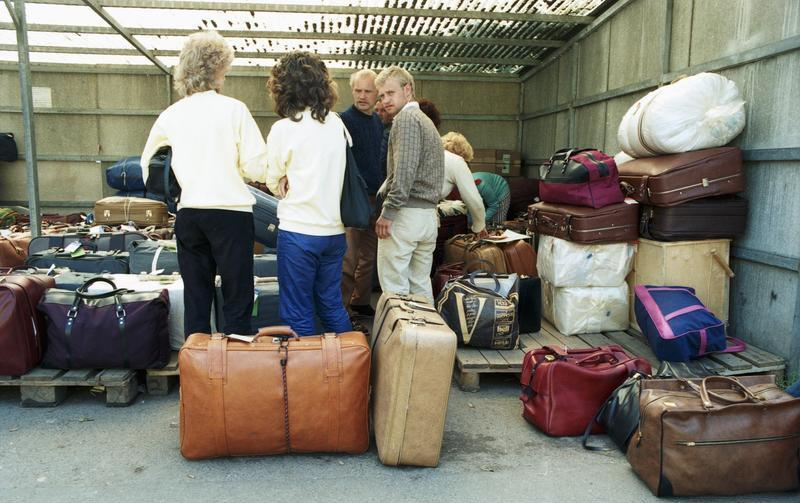
Réfugiés avec valises, 1988

- (DE) Cet article est partiellement ou en totalité issu de l’article de Wikipédia en allemand intitulé « Grenzdurchgangslager » (voir la liste des auteurs).